# Río Sinaloa
El río Sinaloa es un curso de agua que fluye del noroccidente de México, y atraviesa el estado de Sinaloa de nordeste a sudoeste. Nace en la Sierra Madre Occidental y desemboca en el golfo de California.
- Datos: Q3458794